# أنواع الإدارة
أنواع الإدارة الإدارة هي ممارسة التخطيط والقيادة والسيطرة والتحكم بمنظمة أو بفريق لتحقيق أهداف العمل. وهي نظام واسع يتنوع جوهريًا مثل الأعمال التجارية نفسها.

## أنواع الإدارة الرئيسية

### إدارة المخاطر   Risk Management
وهي تحديد وإدارة النتائج المحتملة التي تهدد أهداف المنظمة، وتشمل معظم المناصب الإدارية بعض مسؤوليات إدارة المخاطر، وهي أيضا مهارة متخصصة في الصناعات تماما مثل الخدمات المالية، تركز بعض الضوابط الإدارية مثل إدارة المشاريع  بشكل كبير على إدارة المخاطر.

### الإدارة المالية Financial management
تقوم الإدارة المالية بتوجيه ومراقبة الأموال النقدية والائتمان الخاص بالعمل التجاري، ومن الشائع أن يتحمل المديرون في كل مستوى من مستويات المنظمة بعض مسؤوليات الإدارة المالية التي تتراوح بين تقديم التقارير الربعية وإدارة ميزانيات الفرق الصغيرة.

### إدارة التغيير Change Management
وهي ممارسة قيادة التغيير في المنظمات والمؤسسات وتركز عادة على العوامل البشرية مثل مقاومة التغيير.

### الإدارة التنفيذية Executive Management
وهم المديرون الذين يقدمون تقاريرهم إلى مجلس الإدارة أو قائد المنظمة مثل الرئيس التنفيذي.

### الإدارة الوسطى Middle Management
وهو مصطلح يدل على المديرين الذين يقدمون تقاريرهم إلى الإدارة التنفيذية، وفي بعض الحالات يكون المديرون المتوسطون مسؤولين عن إستراتيجية أو وظيفة ما، لكنهم لا يملكون سوى عدد قليل من الأشخاص الذين يقومون بالإبلاغ عنها، وفي حالات أخرى يقومون بإدارة قسم أو دائرة، إن مصطلح الإدارة الوسطى له دلالة سلبية إلى حد ما.

### إدارة الفريق  Team Management
إدارة الفريق أو إدارة خط إنتاجي مصطلحات يتم تطبيقها غالبًا على إدارة الفرق التي تساهم بشكل مباشر في مخرجات المؤسسة، وهي في العادة أدوار إشرافية تركز على إدارة العمليات والمشاريع.

### إدارة المشروع Project Management
تعد إدارة المشاريع من أكثر أنظمة الإدارة نضوجا مع عدد لا يحصى من المنهجيات والعمليات والتقنيات الشاملة، وفي كثير من الحالات  يتم اعتماد مديري المشاريع وتخصيصهم في منهجية عمل واحد على الأقل.

### إدارة البرنامج Program Management
وهو إدارة العديد من المشاريع ذات الصلة مع بعضها.

### إدارة الإنشاءاتConstruction Management
وهو نوع من إدارة المشاريع الذي يتطلب معرفة صناعة البناء مثل القوانين واللوائح والمواد والمصطلحات وعوامل الجودة والمخاطر المرتبطة بمشاريع البناء.

### إدارة العمليات Operations Management
وهو إدارة العمليات الأساسية للشركة.

### إدارة الموارد Resource Management
وهو مصطلح شامل يمكن أن يشمل إدارة الموارد البشرية مثل الموظفين والموارد غير البشرية مثل الممتلكات والمنشآت والمعدات.

### إدارة الموارد البشرية Human Resource Management
وهي ممارسة إدارة العلاقات مع الموظفين والهيئات التنظيمية وممثلي العمال المنظمين بهدف زيادة أداء الموظفين وتعتبر إدارة الموارد البشرية ذات دور متخصص يتطلب معرفة المجالات كافة ومهارات الأشخاص واحترام الخصوصية.

### إدارةالابتكارInnovation Management
وهو إدارة الأنشطة التي تنتج معارف أو منتجات أو خدمات أو تقنيات جديدة، وغالبًا ما تعتبر حقلًا متخصصًا يتطلب أسلوبًا مرنًا وخفيف الوزن والظل للإدارة.

### إدارة المعرفة Knowledge Management
وهي عملية ضبط وتطوير المعرفة والاحتفاظ بها واستخدامها بفعالية.

### إدارة الأصول Asset Management
وهي صنف واسع من الإدارة التي تشمل عددا من التخصصات المختلفة مثل إدارة الاستثمار أو إدارة العمليات المتعلقة بالأصول المادية مثل المباني والممتلكات والمعدات التي لها أصول مالية.

### إدارة الاستثمار Investment Management
إدارة الأصول والأموال والأوراق المالية من أجل تحقيق العوائد وإدارة المخاطر. وغالبًا ما يكون هدف إدارة الاستثمار هو تحسين نسبة المخاطرة والمكافأة ضمن حدود تحمل مخاطر معينة في بيئة من ظروف العمل المتغيرة باستمرار.

### إدارةالتسويقMarketing Management
وهو نوع خاص من الإدارة له نكهة الإدارة الخاصة بالإدارة المسؤولة عن أنشطة التسويق مثل تطوير المنتجات والترويج لها.

### إدارة الإنتاج  Production Management
وهي إدارة العمليات الصناعية مثل خط إنتاج التصنيع.

### إدارة إستراتيجية Strategic Management
وهي نهج للإدارة يتضمن تطوير وتنفيذ الاستراتيجيات التي ترتبط عادة مع الإدارة التنفيذية.

### الإدارة العامة Public Administration
إدارة الوزارات أو الإدارات أو الفرق الحكومية لتنفيذ السياسات الحكومية وتقديم الخدمات الحكومية.

### إدارة المبيعات Sales Management
وهي إدارة فرق المبيعات أو وظائف عمليات المبيعات.

### إدارة التكنولوجيا Technology Management
وهي إدارة التكنولوجيا أو إدارة تكنولوجيا المعلومات هو تخصص يهتم بتقديم خدمات تكنولوجيا المعلومات أو خدمات البنية التحتية والمشاريع.

### إدارة الأصول العامة Public Asset Management
وهي إدارة البنية التحتية والمرافق العامة مثل الطرق والممرات المائية والمطارات والمدارس.  وتركز على إدارة دورة حياة الخدمة للأصول العامة.

## حوكمة الشركاتCorporate Governance
تعد حوكمة الشركات مجموعة من الهياكل والمبادئ والممارسات والعمليات التي يتم استخدامها لتوجيه الشركة والتحكم فيها. تهدف إلى  تحقيق التوازن بين مصالح أصحاب المصلحة في الشركة بما في ذلك المساهمين والدائنين والإدارة والموظفين والعملاء والشركاء والحكومات والهيئات التنظيمية والمجتمعات التي تعمل فيها الشركة.